# Angie E. Brooks

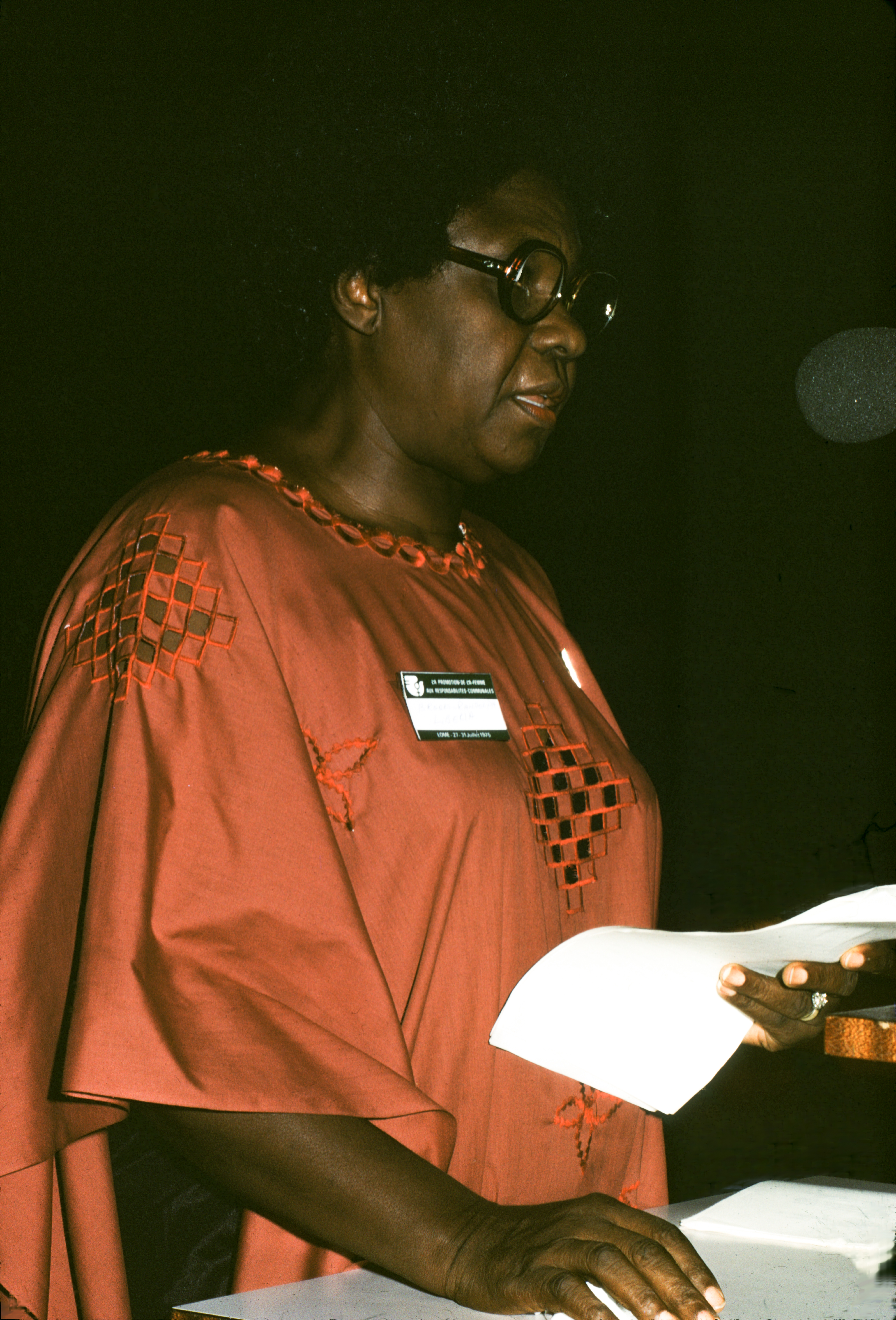
Angie Brooks-Randolph, 1975

Angie Elizabeth Brooks (* 4. August 1928 in Virginia; † 9. September 2007; ab dem 27. April 1970 Angie Brooks-Randolph) war eine liberianische Diplomatin und Juristin. Sie war 1969/1970 die zweite Frau, die als Präsidentin der UN-Generalversammlung vorsaß.
Brooks beendete ein Studium der Rechtswissenschaften an verschiedenen Universitäten in den Vereinigten Staaten sowie in London mit der Promotion. 1953 wurde sie als erste Frau in ihrer Heimat Liberia als Rechtsanwältin zugelassen, daneben lehrte sie 1954–1958 als Professorin Recht in Monrovia und vertrat ihr Land ab 1954 als Botschafterin bei den Vereinten Nationen. Während ihrer Zeit als UN-Botschafterin war Brooks ab 1958 gleichzeitig Vizeaußenministerin Liberias. Innerhalb der Vereinten Nationen beteiligte sich Brooks stark in den Gremien für die Verwaltung der Treuhandgebiete der UN; sie leitete 1964 die UN-Delegation zu den Treuhandgebieten im Pazifik, und stand 1966 dem Ausschuss der UN für die Treuhandgebiete vor.
Brooks vertrat ihr Land zudem als Botschafterin in Kuba. Im Jahr 1977 wurde Brooks-Randolph schließlich als erste Frau Richterin des obersten Gerichts ihrer Heimat.
Angie Brooks hat zwei leibliche sowie zahlreiche Adoptiv-Kinder.